# 刘明 (院士)
刘明（1964年4月—），生于江西丰城，籍贯安徽宿州，中国微电子科学与技术专家，中国科学院微电子研究所研究员。2017年当选为中国科学院院士。

## 生平
1964年生于江西丰城，籍贯安徽宿州，1985年毕业于合肥工业大学，1988年获合肥工业大学校硕士学位，1998年获北京航空航天大学博士学位。